# Ana Jara
Ethel Ana del Rosario Jara Velásquez, född 11 maj 1968 i Ica i Peru, är en peruansk jurist och politiker. Hon var premiärminister i Peru mellan juli 2014 och april 2015. Hon efterträdde René Cornejo på posten.
Jara hör till Peruanska Nationalistpartiet och valdes in som kongressledamot 2011. Hon var minister med ansvar för kvinnor och utsatta befolkningsgrupper mellan 2011 och 2014. 
Efter en övervakningsskandal avsatte kongressen Jara efter en misstroendeomröstning. Hon efterträddes som premiärminister av Pedro Cateriano.